# Moravské Lieskové
Moravské Lieskové este o comună slovacă, aflată în districtul Nové Mesto nad Váhom din regiunea Trenčín. Localitatea se află la altitudinea de 301 m deasupra n.m., se întinde pe o suprafață de 36,42 km2 și în 2017 număra 2.557 de locuitori.

## Istoric
Localitatea Moravské Lieskové este atestată documentar din 1398.

## Demografie
| An:                | 1994 | 2004   | 2014   | 2024   |
| ------------------ | ---- | ------ | ------ | ------ |
| Număr de persoane: | 2565 | 2484   | 2543   | 2540   |
| Diferență:         |      | −3,15% | +2,37% | −0,11% |

| An:                | 2023 | 2024   |
| ------------------ | ---- | ------ |
| Număr de persoane: | 2518 | 2540   |
| Diferență:         |      | +0,87% |